# Đại lễ nghị
Đại lễ nghị (chữ Hán: 大礼議), có nghĩa "Tranh nghị về Đại lễ", là một loạt những cuộc tranh luận về vấn đề tôn hiệu dành cho thân sinh của Minh Thế Tông Gia Tĩnh Đế Chu Hậu Thông. Vấn đề xảy ra khi ông muốn tôn xưng cha ruột là Hưng Hiến vương Chu Hữu Nguyên làm Hoàng khảo (皇考), trong khi ban đầu ông được quyết định kế vị với tư cách là con thừa tự của Minh Hiếu Tông Chu Hựu Đường. 
Tuy chỉ trên danh nghĩa là luận về tôn xưng, nhưng thực tế đây là loạt chiến tranh quyền lực giữa Gia Tĩnh Hoàng đế và Cựu thần đời Chính Đức đứng đầu là Dương Đình Hòa cùng Mao Trừng. 
Cuộc tranh nghị này kéo dài trong 3 năm đầu đời Gia Tĩnh (1521 – 1524), trở thành một trường đấu tranh chính trị thu hút các phe phái. Triều đình chia làm hai phái: Hộ lễ duy trì lễ chế phong kiến và Nghị lễ ủng hộ nguyện vọng cá nhân của Hoàng đế. Kết quả, Minh Thế Tông dựa vào hoàng quyền hùng mạnh, giành được thắng lợi cuối cùng, những người phản đối bị phạt trượng, đình bổng (tiền lương) và đoạt quan chức. Dựa vào thành công của Đại lễ nghị, Minh Thế Tông đã giành được quyền lực tối thượng được gọi là quân chủ chuyên chế, bắt đầu cai trị một cách đầy bá quyền.
Chiến thắng của ông khiến cho Hưng Hiến vương cuối cùng được tôn miếu hiệu và thụy hiệu theo chuẩn một Hoàng đế nhà Minh, là Duệ Tông Hiến Hoàng đế (睿宗献皇帝) vào năm Gia Tĩnh thứ 17 (1538), do đó được tôn thần chủ vào Thái miếu.

## Bối cảnh
Minh Hiến Tông Chu Kiếm Thâm qua đời, con trai thứ 3 là Minh Hiếu Tông Chu Hựu Đường kế vị, vì trước ông có 2 người anh đều chết sớm. Con trai thứ 4 của Hiến Tông là Hoàng tử Chu Hữu Nguyên, được thụ đất phong và sách phong làm "Hưng vương", lập ra một chi hệ Tiểu tông Hoàng thất, sinh ra con trưởng chết yểu, và người con thứ trở thành người con lớn nhất, chính là Chu Hậu Thông. Trong khi ấy, Minh Hiếu Tông sinh ra Minh Vũ Tông Chu Hậu Chiếu và Úy Điệu vương Chu Hậu Vĩ. Trong khi Chu Hậu Vĩ chết non, Minh Vũ Tông là con trai độc nhất, kế vị Hiếu Tông nhưng không có con. 
Năm Chính Đức thứ 14 (1519), Chu Hữu Nguyên qua đời, thụy là Hưng Hiến vương (興献王). Thời điểm ấy Chu Hậu Thông lấy thân phận Thế tử cư tang. Năm thứ 16 (1521), tháng 3 (âm lịch), đầu tháng, Minh Vũ Tông lệnh Chu Hậu Thông tập phong tước Vương. Sang ngày 14 tháng 3 (âm lịch) cùng năm, Minh Vũ Tông băng ở Báo phòng, Chu Hậu Thông lúc này vẫn chưa chính thức thụ tước Hưng vương.
Thời điểm Minh Vũ Tông qua đời là không có người thừa kế. Một chi Đại tông truyền cho dòng trưởng từ thời Minh Thành Tổ Chu Đệ đến đây vô tự. Trước tình thế ấy, Từ Thọ Hoàng thái hậu Trương thị mệnh Nội các thảo luận lập người kế thừa Hoàng vị. Nội các Thủ phụ là Dương Đình Hòa căn cứ vào Hoàng Minh tổ huấn (皇明祖訓), đề nghị lập người kế tự của Chu Hữu Nguyên, tức Hưng vương Thế tử Chu Hậu Thông, được mọi người tán đồng. Lời tấu của Dương Đình Hòa như sau:
| “                                                         | 兄終弟及的祖訓，誰能褻瀆呢？興獻王的長子，是憲宗的孫子，孝宗的侄子，大行皇帝的堂弟，按倫序應當繼承皇位。 . Lời tổ huấn nói "Anh chết em kế thừa", ai có thể khinh nhờn chứ? Hưng Hiến vương Trưởng tử (Chu Hậu Thông), là cháu nội của Hiến Tông, cháu gọi Hiếu Tông bằng bác, còn là em họ của Đại Hành Hoàng đế. Ấn theo thứ tự (là không Đích thì Trưởng, không Trưởng thì Thứ trưởng) mà soi xét, vị ấy hẳn là đáng kế thừa Hoàng vị. | ” |
| — Lời tấu của Dương Đình Hòa, đề nghị Chu Hậu Thông kế vị | |   |

Lời tấu của Dương Đình Hòa nhanh chóng được Lương Trữ, Tưởng Miện và Mao Ký tán đồng, bọn họ cùng dâng sự việc lên Hoàng thái hậu và thông qua, Dương Đình Hòa dẫn đầu đại thần ở Tả Thuận môn (左順門) chờ sẵn. Khi ý chỉ được đưa đến, bọn họ . Ngày 15 tháng 3 ÂL, đoàn sứ thần mang theo di chiếu và ý chỉ của Thái hậu khởi hành đi An Lục đón Chu Hậu Thông, đến ngày 26 tháng ấy là đến nơi. Ngày 1 tháng 4 ÂL, Chu Hậu Thông từ biệt mộ cha, hôm sau từ biệt mẹ là Tưởng thị để lên đường, ngày 22 tháng ấy thì đến kinh sư. Sau một cuộc tranh luận nhỏ, theo đề nghị của Dương Đình Hòa, Lễ bộ Thượng thư Mao Trừng dùng nghi lễ dành cho Hoàng thái tử đón tiếp Chu Hậu Thông, theo lễ nghi này thì Chu Hậu Thông đi vào từ Đông Hoa môn (東華門) và ở tạm tại Văn Hoa điện (文華殿), chờ ngày chính thức làm lễ lên ngôi. 

## Quá trình

### Nhập tự hay kế thừa
Trước cả khi Minh Vũ Tông băng hà, Dương Đình Hòa từng giúp Vũ Tông soạn ý chỉ về việc chỉ định ai là người kế vị. Và cũng chính tờ di chiếu do chính Dương Đình Hòa soạn này, Chu Hậu Thông đem làm vũ khí sắc bén, khơi mào cho "Đại lễ nghị" dai dẳng về sau. Tờ di chiếu nguyên văn là:
| “                                                                          | 皇考孝宗敬皇帝親弟興獻王次子，聰明仁孝，德器夙成，倫序當立，已遵奉祖訓兄终弟及之文，告於宗廟，請於慈壽皇太后，與內外文武群臣合謀同詞，即日遣官迎取來京，嗣皇帝位。 Em trai của Hoàng khảo Hiếu Tông Kính Hoàng đế là Hưng Hiến vương có một người con trai thứ, thông minh nhân hiếu, đức khí túc thành, xét theo thứ bậc đáng được lập, thừa hành đúng lời "Huynh chung Đệ cập" trong Tổ huấn. Hãy tế cáo Tông miếu, thỉnh lên Từ Thọ Hoàng thái hậu, các quan thần văn võ hãy đồng mưu tận lực, càng nhanh càng tốt sai người đón về kinh sư, kế thừa Hoàng đế vị. | ” |
| — Di chiếu do Dương Đình Hòa soạn, chỉ định Chu Hậu Thông kế thừa Hoàng vị | |   |

Chu Hậu Thông dựa vào di chiếu có 4 chữ [Tự Hoàng đế vị; 嗣皇帝位; có nghĩa "kế thừa Hoàng đế vị"], cho rằng mình là độc lập kế thừa ngôi vị, mà không phải là Hoàng tử mang danh nghĩa thừa tự kế thừa, nên không chấp nhận mình phải nhận Minh Hiếu Tông làm cha. Ông nói với Trưởng sử Viên Tông Cao (袁宗皋) thẳng thừng: ["Di chiếu là đem ta kế thừa Hoàng vị, không phải thân phận Hoàng tử"; 遗诏以我嗣皇帝位，非皇子也]. Lúc này Chu Hậu Thông vẫn chưa đến kinh sư mà vẫn còn ở ngoại ô, chưa làm theo lễ mà Lễ bộ bàn (đi từ Đông Hoa môn vào). Dưới sự dàn xếp của Trương Thái hậu, triều đình đưa Chu Hậu Thông vào Đại Minh môn (大明門) - cổng chính chỉ dành cho Đế - Hậu, và chính thức lên ngôi ở Phụng Thiên điện (奉天殿), với chiếu chỉ: ["Phụng Hoàng huynh di mệnh, nhập thừa kế dòng dõi"; 奉皇兄遗命, 入奉宗祧]. 
Tân Hoàng đế chọn niên hiệu cho năm sau là Gia Tĩnh, từ chối niên hiệu Thiệu Trị mà triều thần đề nghị. Từ đấy sử Minh gọi ông là [Minh Thế Tông].

### Giằng co quyết liệt
Ngày 27 tháng 4 ÂL, Tân Hoàng đế hạ lệnh quần thần nghị định thụy hiệu của Vũ Tông và người tế tự cùng phong hiệu của cha mình. Nội các Thủ phụ Dương Đình Hòa cầm đầu triều thần viện dẫn tiền lệ Định Đào vương Lưu Khang của nhà Hán (cha ruột của Hán Ai Đế Lưu Hân) và Bộc An Ý vương Triệu Doãn Nhượng của nhà Tống (cha ruột của Tống Anh Tông Triệu Thự), cho rằng Thế Tông vốn là dòng thứ [Tiểu tông; 小宗] vào kế thừa dòng trưởng [Đại tông; 大宗], nên phải tôn phụng chính thống. Chế độ này có thể hiểu là khi Đại tông không con, vì để bảo toàn chính danh nên phải lấy con của Tiểu tông kế thừa, với điều kiện người con này phải nhận thế hệ Hoàng đế trước làm cha, mà cha mẹ ruột chỉ có thể đối xử ở hàng bậc chú và thím với tư cách là cháu. Những vị Hoàng đế trường hợp này, được gọi là Tự tử (嗣子), tức "Con trai nhập Tự thừa kế", và phải gọi người mình nhận làm cha là Tự phụ (嗣父).
Vì thế, Minh Thế Tông phải làm theo đúng Tông pháp như sau:
- Xưng gọi Minh Hiếu Tông, bác của ông, làm cha ruột, tức Hoàng khảo (皇考);
- Cha ruột Thế Tông là Hưng Hiến vương đổi xưng Hoàng thúc khảo Hưng quốc Đại vương (皇叔考興國大王), mẹ là Hưng phi Tưởng thị làm Hoàng thúc mẫu Hưng quốc Đại phi (皇叔母興國大妃);
- Vào lúc tế tự đối, Thế Tông với cha mẹ đẻ thì tự xưng Chất Hoàng đế (侄皇帝), từ "Chất" nghĩa là cháu gọi trưởng bối bằng chú, tiếng xưng hô này là khiến Thế Tông nhìn nhận đối với cha mẹ ruột chỉ là chú thím, bởi vì hiện tại Thế Tông đã là [con thừa tự trên tông pháp] của Minh Hiếu Tông - anh của Hưng Hiến vương;
- Do Thế Tông đã nhập tự cho Hiếu Tông, điều này khiến Hưng Hiến vương không có con thừa tự. Do đó, triều đình nghị định Sùng Nhân vương Chu Hậu Huyễn - con trai của Ích Đoan vương Chu Hựu Tân làm người kế tự Hưng Hiến vương. Ích Đoan vương là em trai của Hưng Hiến vương, do đó Chu Hậu Huyễn là cháu gọi Hưng Hiến vương bằng bác, đồng thời còn là anh họ của Thế Tông[6].

Ngày 7 tháng 5 ÂL, Lễ bộ Thượng thư Mao Trừng và văn vũ quần thần hơn 60 người cùng tâu lên Hoàng đế bản kiến nghị này, trong đó còn viết "kẻ nào dị nghị tức là gian tà, đáng chém". Vị Hoàng đế mới 15 tuổi – đã từng khẳng định mình không phải là Hoàng tử - chẳng thể đồng ý với bản kiến nghị của triều thần, đôi bên bắt đầu giằng co. Khi lời nghị bàn của Dương Đình Hòa được tâu lên, Thế Tông không vui, cự tuyệt mãi. Trước tiên muốn vỗ về Dương Đình Hòa để thông qua ông mà hợp pháp hóa ý định truy phong cho cha ruột, Thế Tông còn tặng vàng hậu hĩnh cho Mao Trừng. Nhưng Dương Đình Hòa không thay đổi, Mao Trừng mềm mỏng hơn đôi chút, cho rằng tương lai Hoàng đế có con, thì lấy con trai thứ 2 thay Chu Hậu Huyễn làm Hưng vương.
Ngày 3 tháng 7 ÂL, Tiến sĩ Trương Thông cùng Thị lang Vương Toản (王瓚) là những người đầu tiên nói: ["Hoàng đế kế thừa Hoàng vị, không phải kế thừa Tự"], dẫn ra rằng di chiếu mệnh Thế Tông là [Trưởng tử của Hưng Hiến vương] để kế thừa Đại tông, mà Lễ ký nói Trưởng tử không phải đem thừa Tự cho người khác, khuyến khích Thế Tông thừa kế tư cách độc lập như Hán Văn Đế Lưu Hằng kế vị anh trai Hán Huệ Đế Lưu Doanh khi xưa, hoàn toàn không phải là nhập Tự nhưng vẫn hợp pháp. Trương Thông còn kiến nghị nên lấy cha đẻ của Thế Tông làm ["Hoàng khảo"], còn đề nghị cho lập miếu cho Hưng Hiến vương ở Bắc Kinh. Điều này khiến Dương Đình Hòa phải biếm quan của Toản đến Nam Kinh, còn mắng: ["Kẻ thư sinh như Thông chẳng biết gì!"]. Từ sau đó, tuy Thế Tông tích cực lôi kéo Dương - Mao, nhưng cả hai đều tỏ ra rất cứng rắn, vài lần Hoàng đế muốn thay đổi gia tôn cho cha mình, cũng đều bị hai người bác bỏ ngay.
Tháng 10 ÂL, Thế Tông dùng lễ nghênh đón Hoàng thái hậu đưa mẹ mình là Hưng Hiến phi Tưởng thị vào cung. Trước đó, Hoàng đế kiên trì dùng lễ Hoàng thái hậu để đón mẹ, thì bị Dương Đình Hòa phản đối. Quyết tâm thực hiện được ý nguyện, Thế Tông còn khóc lóc đòi từ vị, đưa mẹ về An Lục, nên bọn Dương Đình Hòa đành phải nhượng bộ. Trong tháng này, Chức phương Chủ sự Hoắc Thao (霍韜) dâng sớ kiến nghị lấy Hưng Hiến vương làm 『Hoàng khảo Hưng Hiến Đế; 皇考興獻帝』, chịu rất nhiều chỉ trích. Hồ Quảng Tổng đốc Tịch Thư (席書) và Lại bộ Viên ngoại lang Phương Hiến Phu (方獻夫) có cùng khẩu khí, nhưng đều không dám dâng sớ nữa. Cuối cùng, triều thần đứng đầu bởi Dương Đình Hòa kiên quyết đề nghị lấy Hiếu Tông làm Hoàng khảo, chỉ nhân nhượng đặt hiệu cho Hưng Hiến vương làm Đế, Tưởng phi là 『Hưng Hiến hậu; 興獻后』 mà không xưng [Hoàng]. Chỉ riêng bà nội, Hiến miếu Quý phi Thiệu thị, do là sinh mẫu của Hưng Hiến Đế vừa truy tôn, nên trở thành Hoàng thái hậu, đây cũng là trường hợp hiếm hoi bà nội của một Hoàng đế lại chỉ có tôn xưng Hoàng thái hậu. 
Năm Gia Tĩnh nguyên niên (1522), Minh Thế Tông bất đắc dĩ làm chiếu chấp nhận Minh Hiếu Tông là [Hoàng khảo; 皇考], Từ Thọ Hoàng thái hậu là [Thánh mẫu; 聖母], còn cha mẹ ruột là Hưng Hiến Đế cùng Hưng Hiến hậu chỉ gọi Bổn sinh phụ (本生父) cùng Bổn sinh mẫu (本生母). Cùng năm tháng 2, nhân việc dâng tôn hiệu, Thế Tông cho tôn Hưng Hiến hậu làm 『Hưng quốc Thái hậu; 興國太后』.

### Lễ chế đắc thế
Năm Gia Tĩnh thứ 3 (1524), tháng giêng, Minh Thế Tông lúc này đã lên ngôi lâu, căn cơ đã nhiều, cực lực muốn vì cha mẹ thêm chữ [Hoàng] vào tôn hiệu. Những đại thần là Trương Thông và Quế Ngạc - vốn bị biếm đi làm Nam Kinh - dò biết ý Thế Tông, nối nhau dâng sớ nhắc lại việc cũ (sớ của Quế Ngạc là bản sớ cũ của Tịch Thư, Thư đã ngầm gửi cho Ngạc). Thế Tông đem tấu sớ của hai người giao cho triều thần bàn bạc. Dương Đình Hòa cũng biết ý, bèn xin hưu để tránh tai vạ. Lúc này, địa vị Thế Tông đã ổn định, không muốn phải chịu sự áp chế của ông ta nữa, nên dễ dàng chấp thuận, thế rồi Tưởng Miện thay Dương Đình Hòa làm Thủ phụ. Cuộc tranh luận về Đại lễ, sau một thời gian trầm lắng, được thổi bùng trở lại. 
Tháng 2 ÂL, bọn Lễ bộ Thượng thư Uông Tuấn (thay Mao Trừng bệnh chết từ năm thứ 2) cả thảy 73 người dâng sớ xin giữ tôn xưng như cũ, trong lời tâu có đoạn: ["Cẩn thận tập hợp các chương tấu, duy Tiến sĩ Trương Thông, Chủ sự Hoắc Thao, Cấp sự trung Hùng Tiếp cùng Ngạc nghị định giống nhau, còn lại hơn 80 sớ của hơn 250 người, đều như bọn thần nghị"]. Thông lại dâng sớ nhắc nhở Thế Tông là con trai duy nhất của Hưng Hiến Đế, Thế Tông bèn tuyên chiếu triệu bọn Thông, Ngạc, Thư vào kinh. Bọn đại thần là Trâu Thủ Ích (鄒守益) mấy lần dâng sớ, lời lẽ gay gắt. Nam Kinh Lễ bộ Chủ sự là Hầu Đình Huấn (侯廷訓) còn dâng lên ["Đại lễ biện"; 大禮辨], phản đối ý tưởng của Thế Tông. Bọn Cấp sự trung Trương Trùng 32 người, bọn Ngự sử Trịnh Bản Công 31 người cũng dâng sớ ra sức tranh luận. Trạng nguyên thời Chính Đức là Đường Cao (唐皋) cũng dâng sớ nói mát: ["Bệ hạ nên xét kỹ để phân biệt với chính thống, làm dày tôn xưng của cha mẹ"] . Mặt ngoài là ở điều đình, trên thực tế có khuynh hướng phản đối. Tiếng tăm của bọn Trâu Thủ Ích và Đường Cao rất lớn, vì một là Đại đệ tử của Vương Dương Minh, còn một là Trạng nguyên, do đó sự phản đối của hai người gây ra ảnh hưởng mạnh mẽ. Thế Tông vừa buồn vừa thẹn, nên cả giận, những người dâng sớ đợt này bị tống giam, biếm chức, đình bổng (tiền lương) vài tháng, thậm chí bãi truất. Tưởng Miện xem chừng không thể lay chuyển ý Thế Tông, bèn xin hưu, Mao Kỷ thay làm Thủ phụ. Lại bộ Thượng thư Kiều Vũ nhiều lần phản đối, cũng xin hưu. Phái Hộ lễ rơi vào thế hạ phong. Qua 15 ngày, Thế Tông đáp lại tờ sớ của bọn Uông Tuấn, tỏ ý muốn tận hiếu với các đấng sinh thành, Uông Tuấn bất đắc dĩ tập hợp quần thần xin thêm chữ ["Hoàng"] vào tôn hiệu. Ngày sóc vọng đầu tháng 4 ÂL năm đó, Minh Thế Tông làm chiếu đặt tôn hiệu cho Hưng Hiến Đế làm 「Bổn sinh Hoàng khảo Cung Mục Hiến Hoàng đế; 本生皇考恭穆獻皇帝」, còn Hưng quốc Thái hậu làm 「Bổn sinh mẫu Chương Thánh Hoàng thái hậu; 本生母章聖皇太后」.
Tháng 5 ÂL năm ấy, Trương Thông và Quế Ngạc đến Kinh (riêng Tịch Thư đến vào tháng 8), được ủy làm Hàn Lâm Học sĩ, chuyên phụ trách việc lễ nghi. Từ đây bọn họ trở thành trung tâm của nhóm triều thần ủng hộ Hoàng đế, đương thời gọi là [Nghị lễ phái; 議禮派], đối lập với phái bảo vệ Cựu lệ là [Hộ lễ phái; 護禮派]. Thế Tông làm chiếu cho lập miếu của Hiến Hoàng đế trong Đại nội, Uông Tuấn cực lực phản đối, bị bãi chức, liền lấy Tịch Thư thay thế. Cuộc tranh đấu bước vào giai đoạn kịch liệt nhất.

## Kết cục
Cũng trong năm Gia Tĩnh thứ 3, tháng 7, ngày Giáp Tuất (11), tức ngày 11 tháng 8 dương lịch, Minh Thế Tông Chu Hậu Thông vì lấy cớ tôn xưng ["Bổn sinh"], mà dụ Lễ bộ, muốn vào 3 ngày sau sẽ tiến hành dâng Sách văn, cho tế cáo Thiên địa, Tông miếu Xã tắc. Ý tưởng này của Hoàng đế khiến quần thần như tức nước vỡ bờ, phản đối gay gắt.
Ngày Mậu Dần (15) tháng ấy, tức ngày 14 tháng 8 theo dương lịch, Lại bộ Tả Thị lang Hà Mạnh Xuân (何孟春) khẩn thiết nói: ["Thời Hiến Tông, đại thần quỳ ở Văn Hoa môn, vì chuyện lễ tiết hạ táng Từ Ý Hoàng thái hậu, khiến Hiến Tông phải nghe theo. Đó là bổn triều cố sự"]. Hàn Lâm viện Tu soạn Dương Thận (con trai Dương Đình Hòa) đồng thời kêu gọi: ["Nước nhà nuôi kẻ sĩ 150 năm, giữ vững tiết tháo đại nghĩa mà chết, là ngày hôm nay"]. Theo lời kêu gọi này, hơn 200 triều thần quỳ khóc ở Tả Thuận môn; từ giờ Thìn đến giờ Ngọ, hai lần có dụ chỉ mà vẫn không lui. Hoàng đế liền sai Cẩm Y vệ bắt giam 8 người cầm đầu, tiếng kêu khóc lại càng lớn. Thế Tông nổi giận, hạ lệnh tống giam từ Ngũ phẩm trở xuống, đình chức từ Tứ phẩm trở lên. Mao Kỷ xin tha cho mọi người không được, đành xin hưu (Kỷ ở chức Thủ phụ mới được 3 tháng). Liền sau đó, Thế Tông cho xử phạt trượng từ Ngũ phẩm trở xuống, đình bổng từ Tứ phẩm trở lên; 18 người bị đòn mà chết, 10 người bị sung quân ở biên thùy. Phái Hộ lễ không còn phản đối được nữa.
Tháng 9 ÂL cùng năm, Đế đổi xưng Hiếu Tông làm 「Hoàng bá khảo; 皇伯考」, cha đẻ làm 「Hoàng khảo; 皇考」, rồi cho biên soạn Đại lễ tập nghị (大礼集议) và Minh luân đại điển (明伦大典). Tháng giêng năm sau, đại điển soạn xong, thành viên của phái Nghị lễ được thăng tiến; phái Hộ lễ bị biếm trích, bãi truất, thậm chí tống giam; những người đã trí sĩ cũng bị đoạt quan chức.
Năm Gia Tĩnh thứ 17 (1538), Minh Thế Tông dâng tôn miếu hiệu cho Chu Đệ từ Thái Tông là Thành Tổ, tức gọi [Minh Thành Tổ], cũng cho cải thụy hiệu, Chu Đệ được gọi là Minh Thành Tổ bắt đầu từ đây. Nhân đó, Thế Tông chính thức truy tôn cha đẻ Hiến Hoàng đế miếu hiệu là Duệ Tông, thụy hiệu Tri Thiên Thủ Đạo Hồng Đức Uyên Nhân Khoan Mục Thuần Thánh Cung Giản Kính Văn Hiến Hoàng đế (知天守道洪德淵仁寬穆純聖恭簡敬文獻皇帝), sau đó Thế Tông ra chỉ đưa thần chủ của Duệ Tông Hiến Hoàng đế vào thờ trong Thái miếu, bài vị còn đặt bên trên Vũ Tông. Sự kiện Đại lễ nghị đến đây thì chấm dứt.

## Ảnh hưởng
Trải qua 3 năm tranh luận, vị Hoàng đế trẻ tuổi Minh Thế Tông Chu Hậu Thông đã khám phá ra Hoàng quyền vô địch mà mình đang nắm trong tay, những kẻ chống đối đều bị tống giam hoặc phạt trượng. Từ đây về sau, độc đoán chuyên chế, cố chấp ngang ngược đã trở thành tác phong của triều đại Gia Tĩnh.
Mối bất hòa giữa Thế Tông và bọn đại thần Dương Đình Hòa đã khiến cho những cải cách cuối thời Chính Đức tan thành mây khói. Thế Tông ngày càng hủ hóa, xây dựng tùy tiện, mê tín phương thuật, tôn sùng Đạo giáo, ham muốn được trường sanh bất lão. Những thành viên của phái Nghị lễ chỉ mất lời suông mà được vinh hiển, khiến cho việc xu nịnh Hoàng đế trở thành trào lưu đương thời. Từ năm thứ 17 (1538) về sau, 9 trong 14 Nội các Thủ phụ: Từ Giai, Cố Đỉnh Thần, Nghiêm Nột, Hạ Ngôn, Quách Phác, Nghiêm Tung, Viên Vĩ, Cao Củng, Lý Xuân Phương nhờ làm Thanh từ (văn tế của Đạo giáo) mà thăng tiến, cho thấy tình trạng suy đồi của nền chính trị Gia Tĩnh.